# بیدان (رودان)
بیدان (رودان)، روستایی از توابع بخش رودخانه شهرستان رودان در استان هرمزگان ایران است.

## جمعیت
این روستا در دهستان رودخانه قرار دارد و براساس سرشماری مرکز آمار ایران در سال ۱۳۸۵، جمعیت آن ۷۸ نفر (۱۸خانوار) بوده‌است.